# Francis Ona
Francis Ona (* 15. Februar 1953; † 24. Juli 2005) war der Oberbefehlshaber der Bougainville Revolutionary Army (BRA) während des Bougainville-Konflikts von 1988 bis 1998. Der bewaffnete Konflikt begann, als Ona „in den Busch ging“ und damit begann, industrielle Sabotageakte gegen die Pangunamine zu organisieren. Er war der Ansicht, dass die Mine erhebliche Umweltschäden verursachte und die traditionellen Landbesitzer, einschließlich seiner eigenen Familie, nicht angemessen entschädigt wurden.
Die BRA, die Ona 1989 gründete, entwickelte sich zu einer Guerillabewegung, die für die Abspaltung Bougainvilles von Papua-Neuguinea kämpfte. Trotz Friedensabkommen im Jahr 1998 weigerte sich Ona, die Waffen niederzulegen oder die Übergangsregierung anzuerkennen. Er bestand darauf, dass Bougainville, eine Nation, die er Me'ekamui nannte, bereits unabhängig sei, gestützt auf eine nicht anerkannte einseitige Unabhängigkeitserklärung der Rebellen aus dem Jahr 1990. Er erklärte sich zunächst zum Präsidenten, später zum König von Me'ekamui. Ona starb 2005 in der von Rebellen kontrollierten „No-go-Zone“, woraufhin sich die verbliebenen Rebellen in verschiedene Fraktionen aufspalteten.

## Frühes Leben
Francis Ona wurde am 15. Februar 1953 auf der Insel Bougainville in Papua-Neuguinea geboren. In seinem Dorf Guava, das in dem Gebiet lag, das später für die Pangunamine verpachtet wurde, erbte Ona sekundäre Landrechte von seinem Vater. Es ist nicht bekannt, ob er von seiner Mutter das primäre Eigentumsrecht erwarb.
Ona wurde an der Papua New Guinea University of Technology in Lae im Bereich der Vermessung für den Bergbau ausgebildet. 1974 absolvierte er ein Praxissemester in Madang, wo er die Schwägerin seines Cousins, Elizabeth, kennenlernte. Im folgenden Jahr kam Elizabeth nach Bougainville. Ona brachte sie nach Guava und heiratete sie – trotz der anfänglichen Einwände seiner Eltern, da seine Frau eine „Redskin“ vom Festland war. Bis 1988 bekamen sie fünf Kinder. 1976 nahm Ona seine Studien kurzzeitig wieder auf, kehrte jedoch nach dem Tod seiner Mutter im Oktober dauerhaft nach Hause zurück.
Ona wurde im November 1976 als Grubenvermesser bei Bougainville Copper (BCL) angestellt, dem Betreiber der Pangunamine. Nach zehn Jahren in dieser, bewarb sich Ona stattdessen als Fahrer für Muldenkipper. Laut den Aufzeichnungen von BCL wurde Ona von seinem Vorgesetzten zu einem Wechsel „geraten“, da seine Leistungen unzureichend gewesen seien. Zudem vermerken sie, dass Ona die seiner neuen Position entsprechende herabgestufte Werkswohnung „widerwillig“ akzeptiert habe.

## Anführer der Unabhängigkeitsbewegung
Ona war zeitweise bei Bougainville Copper in der Mine beschäftigt, wurde jedoch zunehmend kritisch gegenüber den negativen Auswirkungen des Betriebs auf die Umwelt und den seiner Meinung nach zu niedrigen Lizenzzahlungen an die Landbesitzer. Der Großteil der Gewinne floss von der Insel Bougainville ab, während ihre Gesellschaft durch Tausende Arbeiter aus Papua-Neuguinea sowie Australien erheblich verändert wurde. Ab Mitte der 1980er Jahre stellten Ona und andere die Führung der Panguna Landowners Association (PLA) in Frage, da sie der Ansicht waren, diese vertrete nicht die Interessen aller traditionellen Landbesitzer.
Anfang 1988 hatten Ona und seine Mitstreiter, darunter seine Cousine Pepetua Serero, die New PLA gegründet. Diese wurde sowohl von Minenarbeitern als auch von traditionellen Gegnern der Pangunamine, Damien Damengs Me'ekamui Pontuku Onoring, unterstützt. Die New PLA stellte eine Reihe von Forderungen, darunter finanzielle Entschädigung für die Auswirkungen der Mine, 50 % der Minenerlöse für die Landbesitzer sowie eine Übertragung des Eigentums an Bougainville. Die Regierung Papua-Neuguineas setzte eine unabhängige Untersuchungskommission ein, die die Umweltvorwürfe zurückwies, jedoch andere Aspekte des Minenbetriebs kritisierte. Als Reaktion darauf gründete Ona die Bougainville Revolutionary Army (BRA), die zahlreiche Sabotageakte gegen die Mine verübte, darunter die Zerstörung der Stromversorgung der Mine. Die Mine wurde im Mai 1989 von Bougainville Copper geschlossen. Ona lehnte ein erstes Kompromissangebot von Bougainville Copper und der Regierung Papua-Neuguineas ab.
Ona wurde nach dem Tod von Serero im Jahr 1989 zum anerkannten Anführer der Bougainville Revolutionary Army (BRA). Sam Kauona, ein ehemaliger Soldat der Armee, übernahm die militärischen Operationen. Die Regierung von Papua-Neuguinea entsandte zunächst Polizeikräfte und anschließend das Militär unter der Führung von Jerry Singirok, um den Aufstand niederzuschlagen – jedoch ohne Erfolg. Die Insel wurde unter Ausnahmezustand gestellt und der Polizeikommissar von Papua-Neuguinea übernahm die Kontrolle. Die Zahl der Beschwerden über Menschenrechtsverletzungen durch papua neugineische Sicherheitskräfte nahm zu, was die Unterstützung für die BRA zunächst noch berstärkte.
Im Januar 1990 gab Bougainville Copper bekannt, den Betrieb der Mine auszusetzen. Die Regierung von Papua-Neuguinea kündigte an, ihre Truppen abzuziehen und internationale Beobachter einzusetzen, um die Entwaffnung der BRA zu überprüfen. In Abwesenheit des Militärs flohen die Polizeikräfte aus Angst um ihr Leben, und es kam in Port Moresby zu einem versuchten Staatsstreich aufgrund des Abkommens.
Als Reaktion auf eine später im Jahr 1990 von der Regierung Papua-Neuguineas verhängte Blockade erklärte Ona, er sei das Oberhaupt der Übergangsregierung von Bougainville, und rief die Unabhängigkeit der Insel aus. Die Insel versank daraufhin im Zustand der Anarchie, da mehrere bewaffnete Fraktionen und Clans um die Macht kämpften, wobei die PNG-Regierung diese Milizen unterstützte. Die Führung der BRA zerstritt sich mit Joseph Kabui, dem Premierminister von Bougainville, der zuvor ein Unterstützer gewesen war.
Während der Amtszeit von Premierminister Paias Wingti intensivierte die Regierung Papua-Neuguineas ihre militärischen Bemühungen erneut: 1993 eroberten ihre Truppen Arawa, die Provinzhauptstadt, sowie die Pangunamine zurück. Wingtis Nachfolger, Sir Julius Chan, versuchte ein Abkommen zu vermitteln, doch weder Ona noch die BRA oder Kabui waren bereit, ein solches zu unterzeichnen. Aus Frust ordnete Chan 1996 eine Invasion in großem Maßstab an, jedoch zeigten weder Australien noch Neuseeland Bereitschaft, diese zu unterstützen. Chan heuerte daraufhin Söldner der Firma Sandline International an, doch das Militär drohte, diese bei ihrer Ankunft zu verhaften. Um einem Putsch zuvorzukommen, trat Chan zurück.

## Waffenstillstand auf Bougainville
Ein Waffenstillstand wurde Ende 1997 zwischen dem neuen Premierminister Bill Skate und Joseph Kabui vereinbart. Eine multinationale Peace Monitoring Group (Friedensüberwachungsgruppe) begann daraufhin mit ihren Einsätzen auf der Insel. Obwohl Ona und die BRA rund 90 % der Insel kontrollierten, war die BRA aufgrund des Bruchs mit Kabui nicht an den Verhandlungen beteiligt. Ona betrachtete die von Neuseeland vermittelten Friedensgespräche als unzulässige Einmischung in die inneren Angelegenheiten Bougainvilles und verweigerte die Teilnahme.
Als er interwieved würde, erklärte der Anführer:

„Wir hatten bereits andere Formen der Autonomie. Das Provinzregierungssystem von 1975 wurde uns versprochen. Den Bougainvillianern wurde versprochen, dass nach fünf Jahren oder nach einigen Jahren die Provinzregierung durch die unabhängige Nation Bougainville ersetzt wird. Vor diesem Hintergrund, mit dieser Vergangenheit, vertrauen wir Papua-Neuguinea nicht mehr…“

„90 % der Bougainvillianer unterstützen mich. Und ich fordere den Premierminister von Papua-Neuguinea und die Regierung auf: Wenn 90 % mich nicht unterstützen, sollen sie ein Referendum abhalten – dann werden wir sehen.“

Ona wurde in der Folge bei der Gründung der Autonomen Regierung von Bougainville übergangen. Zu diesem Zeitpunkt einigte er sich mit Noah Musingku darauf, eine Finanzierungsquelle für Bougainville zu schaffen, die echte Souveränität ermöglichen sollte. Dieses System wurde als U-Vistract-System entwickelt und zielte darauf ab, die ungenutzten natürlichen Ressourcen Bougainvilles zur Finanzierung des Wiederaufbaus zu nutzen. Ona blieb in der Panguna-Region isoliert, die BRA in den folgenden 16 Jahren kontrollierte.

## Königtum
Am 17. Mai 2004 erklärte sich Ona zum „König von Bougainville“ bzw. Mekamui. Er wurde gekrönt als „König Francis Dominic Dateransy Domanaa, Staatsoberhaupt des Königreichs Me'ekamui“. „Me'ekamui“, was „heilig“ oder „Heiliges Land“ bedeutet, ist ein alter Stammesname für Bougainville. Während der Wahlen zur Autonomen Regierung im Jahr 2005, die er ablehnte, trat Ona erstmals seit 16 Jahren aus seinem Rückzugsgebiet wieder öffentlich auf. Er erklärte, Bougainville sei bereits unabhängig und in der Lage, seine eigenen Angelegenheiten zu regeln.
Am 24. Juli 2005 starb Ona in seinem Dorf an Malaria.

## Ehrungen
Ona erhielt ein Staatsbegräbnis in der Provinzhauptstadt Buka.

## Film und Fernsehen
- Bougainville "Our Island, Our Fight" von Wayne Coles-Janess
- Coles-Janess, Wayne (1997). Bougainville "Sandline". © ipso-facto Productions, gesendet auf ABC.
- Coles-Janess, Wayne (1994). Bougainville "Broken Promises"[11] © ipso-facto Productions, gesendet auf ABC.
- Coles-Janess, Wayne (1997). Bougainville  "Inside Bougainville"[12] © ipso-facto Productions, gesendet auf ABC.